# Hafslund (företag)
Hafslund ASA är nordisk energikoncern baserat i Norge och noterat på Oslobörsen. 
Hafslund arbetar inom fyra affärsområden: Produktion, Värme, nätverk och Market.
Hafslund har följande dotterbolag runt om i Norden: SverigesEnergi, Hafslund Strøm levererar el till privat- och företagskunder huvudsakligen inom Oslo och Akershus, NorgesEnergi en nationell elhandlare inom både privat- och företagsmarknaden, Fredrikstad EnergiSalg,  Hallingkraft, Göta Energi och Kotimaan Energia Oy.